# Акация нильская
Ака́ция ни́льская, или Ака́ция арави́йская (лат. Acácia nilótica) — вид деревьев из рода Акация (Acacia) семейства Бобовые (Fabaceae).
Видовой эпитет одного из синонимов лат. arabica и соответствующий русский «аравийская» связан с тем, что камедь этого растения привозили в Европу из Африки через Аравию.

## Ботаническое описание

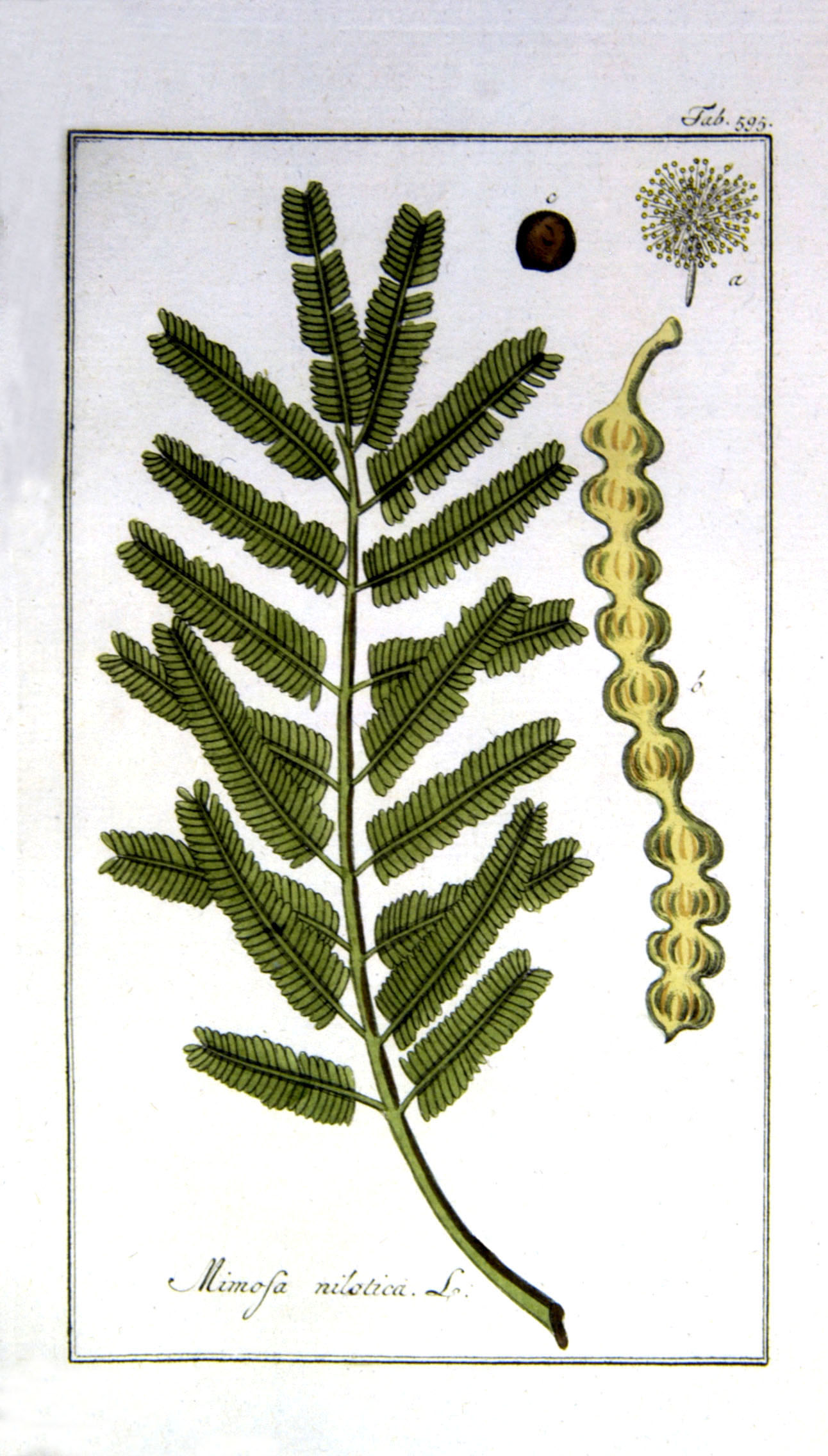
Ботаническая иллюстрация из книги « Afbeeldingen der artseny-gewassen met derzelver Nederduitsche en Latynsche beschryvingen» (1800)

Невысокое дерево высотой до 5—6 м или крупный кустарник. Молодые ветви снабжены тройными, загнутыми вниз крючком шипами. В коре близ камбия образуется камедь.
Листья очерёдные, дважды-перистосложные.
Цветки белые или слабо-желтоватые в колосовидных соцветиях.

## Распространение
Встречается в тропической и субтропической Африке от Египта до ЮАР, Афганистане, Ливии, Малой Азии, на Индостане, в Шри-Ланке. Выращивается в Иране, Вьетнаме, Австралии и на Карибских островах. Была завезена в Австралию в конце 90-х годов XIX века — начале XX века.
Растёт в основном на почвах с высоким содержанием глины, но может расти и на песчаном суглинке большой глубины в более влажных районах. Встречается обычно вблизи водоёмов, в местах, затопляемых в сезон дождей, хорошо выносит засоленность почвы. Годовое количество осадков в местах произрастания деревьев — от 350 до 1500 мм. Очень чувствительна к заморозкам, но выдерживает среднюю температуру самого холодного месяца 16 °C.

## Химический состав
Камедь состоит в основном из арабина (кальциевые, калиевые, магниевые соли арабиновой кислоты), при кислотном гидролизе расщепляющегося на арабинозу, галактозу, рамнозу и глюкуроновую кислоту. Арабин медленно, но полностью растворяется в двойном количестве холодной воды, образуя густую, прозрачную, слегка желтоватую клейкую жидкость.

## Значение и применение
В Индии и Африке Акация нильская широко используется в городских посадках, для получения древесины и дров. Кора и семена служат источником танинов. Подходит для получения бумаги.

### Использование в медицине
В Индии и Африке этот вид акации используется также в медицинских целях. Кора применяется для предупреждения кровоизлияний, при лечении дизентерийной диареи и проказы; корни — как возбуждающее средство, цветки — при лечении сифилиса.
Акация нильскую культивируют с целью получения камеди, собирая её из трещин, образующихся на стволах естественным путём, или из искусственных надрезов, и используют её в лечебных целях. В Африке камедь Акации аравийской используется издавна. Лучшие сорта камеди получаются путём надрезов шестилетних культивируемых деревьев. Известностью пользуются сорта «гуммиарабика» из Сенегала и «кардована» из Судана. Собранную камедь высушивают на солнце и сортируют по окраске и величине кусков. Лучшие сорта гуммиарабики представляют собой слегка желтоватые, крупные, хрупкие, почти шаровидные куски. Худшие сорта темнее, неровные и содержат загрязнения.
Акация нильская известна своим лекарственным применением при лечении различных заболеваний дыхательной системы и других заболеваний, включая малярию и вирус гепатита С, а также для заживления ран и дезинфекции.
Порошок аравийской камеди служит эмульгатором при приготовлении масляных эмульсий, водный раствор применяется внутрь в качестве обволакивающего средства и в клизмах.
Растение богато несколькими группами активных фитохимических компонентов, включая алкалоиды, флавоноиды, дубильные вещества и сапонины, галловую кислоту, кемпферол, умбеллиферон и нилотикан, ацетилэвгенол. Его фармакологическая активность широка, что объясняется главным образом присутствием этих фитохимических веществ. Он включает антибактериальную, противогрибковую, антимутагенную, противовоспалительную и антиоксидантную активность.
|                                                                 |  |  |
| Слева направо: молодая ветвь с шипами и листьями, ствол, цветки |  |  |

## Экология
Известны случаи, когда Акация нильская в своей родной среде обитания рассматривалась, как сорняк, например в Южной Африке, но в других местах она используется в лесоводстве и для улучшения качества земель.
В Азии и Африке растения и стручки с семенами поедаются домашними животными: овцами, крупным рогатым скотом, козами и верблюдами. К диким животным, поедающим это растение, относятся: импала, газель Томсона, небольшая восточноафриканская антилопа, слон, жираф, большой и малый куду, горная коза. Животные способствуют распространению семян. В Африке и Индии существует несколько видов насекомых, поедающих зрелые семена.

## Систематика

### Таксономия
Вид Акация нильская входит в род Акация (Acacia) трибы Acacieae подсемейства Мимозовые (Mimosoideae) семейства Бобовые (Fabaceae) порядка Бобовоцветные (Fabales).
|  |                                      |  |                                                             |                                                             |                   |  | ещё 3 семейства (согласно Системе APG II) | ещё 3 семейства (согласно Системе APG II)    |                                              |  |  |  | ещё около 80 родов   | ещё около 80 родов  |  |  |
|  |                                      |  |                                                             |                                                             |                   |  | ещё 3 семейства (согласно Системе APG II) | ещё 3 семейства (согласно Системе APG II)    |                                              |  |  |  | ещё около 80 родов   | ещё около 80 родов  |  |  |
|  |                                      |  |                                                             | порядок Бобовоцветные                                       |                   |  |                                           |                                              | подсемейство Мимозовые                       |  |  |  |                      | вид Акация нильская |  |  |
|  |                                      |  |                                                             | порядок Бобовоцветные                                       |                   |  |                                           |                                              | подсемейство Мимозовые                       |  |  |  |                      | вид Акация нильская |  |  |
|  | отдел Цветковые, или Покрытосеменные |  |                                                             |                                                             | семейство Бобовые |  |                                           |                                              | род Акация                                   |  |  |  |                      |                     |  |  |
|  | отдел Цветковые, или Покрытосеменные |  |                                                             |                                                             |                   |  |                                           |                                              |                                              |  |  |  |                      |                     |  |  |
|  |                                      |  | ещё 44 порядка цветковых растений (согласно Системе APG II) | ещё 44 порядка цветковых растений (согласно Системе APG II) |                   |  |                                           | ещё 2 подсемейства (согласно Системе APG II) | ещё 2 подсемейства (согласно Системе APG II) |  |  |  | ещё около 1300 видов |                     |  |  |
|  |                                      |  |                                                             | ещё 44 порядка цветковых растений (согласно Системе APG II) |                   |  |                                           |                                              | ещё 2 подсемейства (согласно Системе APG II) |  |  |  |                      |                     |  |  |

### Подвиды
В пределах вида выделяются 8 подвидов:
- Acacia nilotica subsp. adstringens (Schumach.) Roberty — Алжир, юг Египта, Ливия, Чад, Судан, Гамбия, Гана , Гвинея-Бисау, Мали, Нигерия, Сенегал, Того, Аравия, юг Ирана, Индия, Пакистан
- Acacia nilotica subsp. cupressiformis (J.Stewart) Ali & Faruqi — Индия, Пакистан
- Acacia nilotica subsp. hemispherica Ali & Faruqi — Пакистан
- Acacia nilotica subsp. indica (Benth.) Brenan — Оман, Йемен, Бангладеш, Индия, Непал, Пакистан, Шри-Ланка
- Acacia nilotica subsp. kraussiana (Benth.) Brenan — Эфиопия, Танзания, Ангола, Малави, Мозамбик, Замбия, Зимбабве, Ботсвана, Намибия, ЮАР (Гаутенг, Квазулу-Натал, Лимпопо, Мпумаланга, Северо-Западные территории, Свазиленд), Оман, Йемен
- Acacia nilotica subsp. nilotica — Египет, Чад, Эфиопия, Судан, Мали, Нигер, север Нигерии, Сенегал, Оман, Саудовская Аравия, Иран, Ирак
- Acacia nilotica subsp. subalata (Vatke) Brenan — Эфиопия, Судан, Кения, Танзания, Уганда, Индия, Пакистан
- Acacia nilotica subsp. tomentosa (Benth.) Brenan — Чад, Джибути, Эфиопия, Судан, Гана, Мали, Нигерия, Сенегал, Индия